# Stenocharta quadriplaga
Stenocharta quadriplaga là một loài bướm đêm trong họ Geometridae.